# Henri Marchand (médecin)
Pour les articles homonymes, voir Henri Marchand.
Henri Marchand, né Henri François André Marchand, le 17 mars 1889 à Lyon et décédé le 25 mars 1974 à Villefranche-sur-Saône, est un médecin, physiologiste, anthropologiste et poète français, auteur d'ouvrages sur l'Afrique du Nord.
Membre de l'académie des sciences d'outre-mer, il est également l'auteur de poèmes, plusieurs fois récompensés par l'Académie française.

## Biographie

### Famille
Henri Marchand est le fils de Eugène Pierre Marchand et de Claudine Siméon Arthaud.
Il se marie le 12 août 1915 à Bron, avec Jeanne Marguerite Amélie Dressy.

### Formation
En 1913, Henri Marchand est élève de Raphaël Dubois. Il obtient son doctorat en sciences naturelles en 1917, suivi d'un doctorat en médecine à Alger en 1919,.

### Carrière
Engagé volontaire en 1914 lorsque la Grande Guerre éclate, il est réformé en 1918.
En 1919, il s'installe à Alger et devient professeur agrégé à la faculté de Médecine,.
Dès 1925, il occupe la fonction de médecin au sein des services d'hygiène et d'assistance de la ville d'Alger. Ses contributions scientifiques sont dirigées vers l'anthropologie et l'archéologie préhistorique de la région d'Alger et du Sahara. Ses travaux sur le terrain sont interrompus par les événements de la Seconde Guerre mondiale, l'incitant à se focaliser sur la sociologie en Afrique du Nord et les enjeux politiques musulmans,.
En 1947, il est fait officier de l'Instruction publique, puis en 1948, il devient membre correspondant de l'Académie des sciences, belles-lettres et arts de Lyon (classe des sciences). Il participe également à l'Institut international d'anthropologie, tout en assumant la présidence de la Société des Arts et des Lettres d'Algérie,.
En juin 1951, il est fait chevalier de la Légion d'honneur puis en 1954, il est élevé au rang de commandeur du Nichan Iftikhar,.
En décembre 1951, il est élu membre correspondant de la 2e section de l'Académie des sciences coloniales  puis devient membre libre en mars 1958,.
Également auteur de poèmes, il est récompensé par l'Académie française, qui lui attribue le prix Auguste-Capdeville en 1945, le prix Jean-Marc-Bernard en 1949, et le prix Paul-Verlaine en 1951. Ses réalisations sont également honorées par le Grand Prix littérature du gouvernement général de l'Algérie en 1946, ainsi que par le Grand Prix de la ville d'Alger en 1952,.
Il décède à Villefranche-sur-Saône le 25 mars 1974.
Les collections issues de ses fouilles et explorations sont léguées au Musée d'ethnographie et de préhistoire du Bardo à Alger.

### Les  mariages mixtes «franco-musulmans»
Durant l'Algérie française,  après la Seconde Guerre mondiale,  Henri Marchand est « connu de ceux qui s'intéressent à l'islam  et aux relations entre les deux communautés » françaises et musulmanes. Au milieu des années 1950, il publie après trois années de « réflexions, d'enquêtes » et de « recherches bibliographiques », un ouvrage sur les mariages franco-musulmans en Algérie puis un article dans la revue des Annales juridiques, politiques, économiques et sociales. Selon lui, malgré quelques inévitables échecs, ces unions mixtes jouent un rôle essentiel en tant que lien politique et social entre les deux groupes ethniques, dont il faut reconnaître l'importance. De plus, les enfants issus de ces unions mixtes,  les jeunes « Eurafricains », remplissent les critères du « croisement harmonique », et présentent généralement d'excellentes aptitudes tant physiques qu'intellectuelles. Il préconise de favoriser ces mariages au moyen d'une politique de soutien financier, en encourageant l'établissement de clubs et d'associations visant à rapprocher les communautés franco-musulmanes, tout en luttant contre toute manifestation de racisme latent.

## Distinctions
- Prix Auguste-Capdeville (1945) pour Le manteau de Pourpre. Terre de Morérie. Le pays natal
- Grand Prix littéraire de l'Algérie (1946)[8]
- Prix Jean-Marc-Bernard (1949) pour La main tendue
- Prix hors concours de l'Académie des sciences, belles-lettres et arts de Lyon (1950)[9]

- Prix Paul-Verlaine (1951) pour Les chemins retrouvés

## Décorations
- Chevalier de la Légion d'honneur (1951)[4]
- Commandeur du Nichan-Iftikar (1954)
- Officier de l'Instruction publique (1947)

## Sources biographiques
- Notice biographique de Henri Marchand, site de l'Académie des sciences d'outre-mer
- Notice biographique de Henri Marchand, site du Comité des travaux historiques et scientifiques
- Henri-François Marchand, site de l'Académie française

## Publications

### Poèmes
- Le pays natal : poèmes, Alger, imprimerie la Typo-litho et imprimerie de J. Carbonel, 1941
- Terre de Môrérie : poèmes, Alger, imprimerie la Typographie d'art, 1942
- Le manteau de pourpre : poèmes, Alger, imprimerie de la typographie d'art, 1945
- Le parfum des roses : sonnets, Alger, C. Vollot, 1946
- La main tendue, Alger, C. Vollot, 1948

### Ouvrages scientifiques et sociologiques
- Nouveaux documents anthropologiques et zoologiques recueillis aux dolmens des Beni-Messous, Alger, Imprimerie Minerva, 1931
- Une coutume curieuse des prostituées arabes, Alger, 1934
- Les documents humains de l'escargotière d'Aïn-Bahir, Constantine, Éditions Braham, 1934
- Les industries préhistoriques littorales de la province d'Alger, Constantine, Editions Braham, 1936
- En pays d'Islam , Alger, 1949. Préface de Léon Lehuraux
- Désenchantés et désenchantées, Alger, Impr. C. Vollot, 1950
- Mélanges d'anthropologie et de sociologie nord-africaine, Alger,  Vollotn 1951
- L'Islam avec nous !, Alger, Vollot, 1952
- En relisant Loti, Alger, Vollot-Debacq, 1953
- Les mariages franco-musulmans, Alger, Vollot-Debacq, 1954
- Considérations sur les mariages Franco-musulmans in Le Mariage mixte franco-musulman, Annales juridiques, politiques, économiques et sociales, no. 3-4, Alger, Librairie Ferraris, 1956
- La Musulmane algérienne, Rodez, Subervie, 1960
- Le jardin secret, Pommiers, 1968